# Crazy Train
Pour les articles homonymes, voir Crazy.
Crazy Train est une chanson d'Ozzy Osbourne sortie en 1980.

## Titres

### Version de 1980
1. Crazy Train (4:15)
2. You Looking At Me Looking At You (4:12)

### Version de 1981
1. Crazy Train
2. Steal Away (The Night)

## Récompenses et classements
Cette chanson est l'une des plus connues d'Ozzy Osbourne, notamment par la présence du guitariste Randy Rhoads et de son célèbre solo de guitare, élu 9e meilleur de l'histoire par les lecteurs de Guitar World.
La chanson fait partie du classement des 40 meilleures chansons de Metal selon VH1 (à la neuvième place).